# Gagauzi di Romania

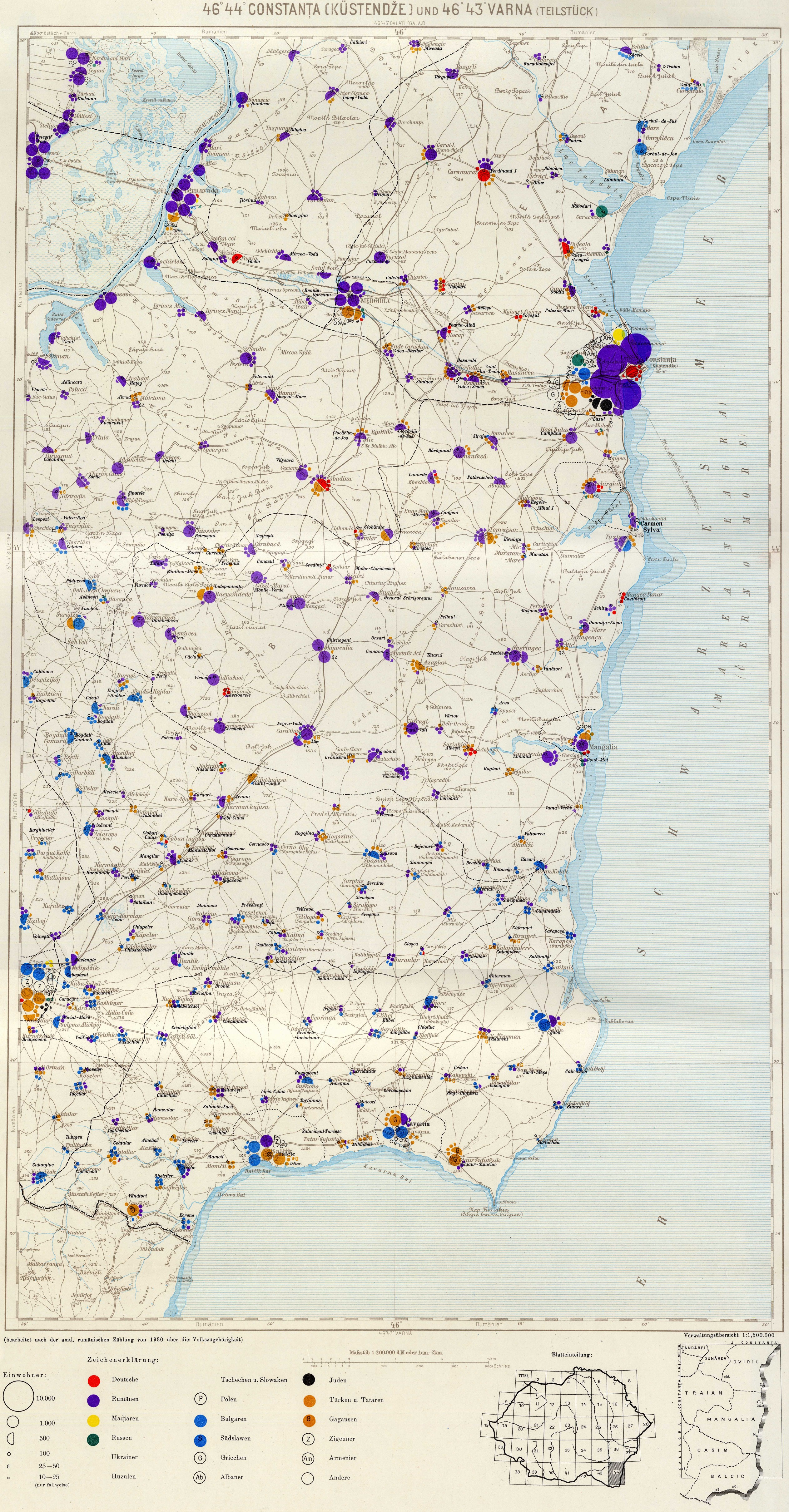
Il censimento del 1930 presenta in Bessarabia un numero importante di gagauzi, nei distretti di Constanza e Caliacra. In questa cartina, i gagauzi sono marcati con bollini arancioni (turchi), con lettera G (in grassetto sopra i bollini arancioni) o G (lettera arancio vicino al bollino)

I gagauzi sono uno dei gruppi etnici in Romania più antichi, con presenza risalente a un millennio fa. Gagauzi sono presenti nelle località della Dobrugia e professano religione ortodossa.
Dobrugia e Deliorman sono le due regioni che hanno dato la genesi alla popolazione dei gagauzi nel secolo XIII. In questo secolo si forma l'entità statale Uziăilet (in zona Cavarna-Mangalia), ove trova spazio il primo popolo gagauzi. Nel secolo XVIII in regione Varna si creò a prima repubblica gagauzica Vister.
Fino agli albori del XIX secolo il numero dei gagauzi di Dobrugia era ancora molto alto. Nei decenni della successiva annessione della Bessarabia da parte russa (1812), la maggioranza di essi emigrò in quella regione, attratta dai privilegi concessi dall'amministrazione zarista, ma anche dall'opportunità di sfuggire all'oppressione ottomana verso di loro in quanto cristiani. Tuttavia una piccola parte rimase in Dobrugia dove, a causa della drammatica restrizione della comunità e della mancanza di strutture per i gagauzi (come scuole e chiese dove si parlasse la loro lingua), si assimilarono in massa al resto della popolazione residente. Sebbene le autorità romene riconoscano l'esistenza di un'etnia gagauza accettando la dichiarazione di appartenenza alla stessa, il numero di coloro che si sono dichiarati gagauzi nel censimento del 2002 è risultato estremamente basso: appena 45 persone. Nel 1930 il numero dei gagauzi dei distretti di Tulcea e Costanza toccava approssimativamente le 1 000 unità, di cui 752 nel distretto di Costanza.

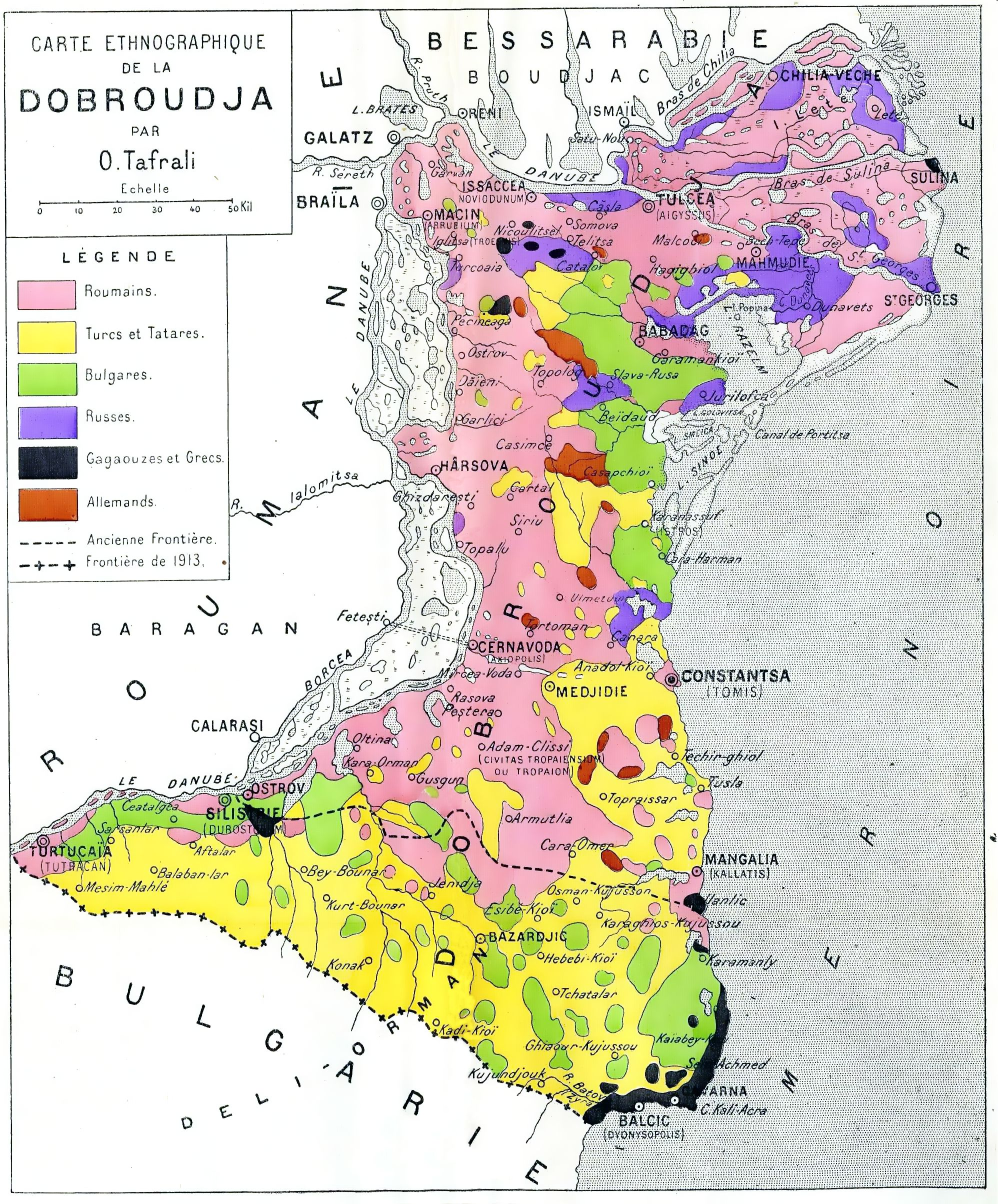
Carta etnica della Dobrugia di Orest Tafrali

Nel distretto di Tulcea, si trova la comunità di gagauzi di Romania più grande, a Beidaud, Stejaru, Agighiol e Izvoraele. Nel distretto di Costanza, a Vama Veche (Yilanlîk), Negru Vodă (Kara Omer), Tătarul (Azaplar), Șipotele (Ghiol-Punar), Pădureni (Nastradin), Topraisar, Cernavodă, Techirghiol, Mangalia, Constanza.
In periodi storici diversi la Romania ha detenuto altri territori con presenza di gagauzi: prima del 1878 (Cahul, Izmail e Bolgrad), tra il 1913 e 1940 (Cadrilater), tra il 1918 e 1940, rispettivamente 1941-1944 (Bessarabia).
Diverse migliaia di persone moldave negli ultimi anni si sono stabilite in Romania e presentano etnia gagauza.